# Francisco Távara Córdova
Francisco Artemio Távara Córdova (Piura, Perú, 19 de mayo de 1951) es abogado y magistrado peruano. Es vocal titular de la Corte Suprema de Justicia de la República del Perú. Ha sido presidente de la Corte Suprema y del Poder Judicial en el periodo 2007-2008, y de manera interina en julio de 2018. Fue también jefe de la Oficina de Control de la Magistratura (OCMA), desde junio de 2002 a diciembre de 2006; y presidente del Jurado Nacional de Elecciones (2012-2016).

## Biografía
Es un abogado y un maestro en derecho civil y comercial por la Universidad Nacional de Trujillo; ejerció la defensa en esta ciudad durante muchos años, asimismo la docencia universitaria, en las facultades de Derecho de la Universidad César Vallejo, y la Universidad Nacional de Trujillo, en materias como Derecho Procesal Civil, temas contractuales, y Derecho Registral y Notarial. Del mismo modo, ocupó el cargo de Secretario Judicial de la Corte Superior de Justicia de Amazonas, desde febrero a octubre de 1978, y se desempeñó también como Juez, y Vocal Suplente desde 1983 a 1997, fue asimismo Vicedecano del Colegio de Abogados de La Libertad. Desde 1998, hasta diciembre de 2001, fue Notario Público en la ciudad de Trujillo. 
Es egresado de la maestría con mención en Política Jurisdiccional de la Pontificia Universidad Católica del Perú, y del programa de Doctorado en Derecho, de la Universidad Nacional Mayor de San Marcos. Ha participado como asistente y ponente en diversos eventos jurídicos, tanto nacionales, como internacionales, como en España, Guatemala, Ecuador, Bolivia, Costa Rica y Argentina. Entre los eventos en los que ha asistido como expositor pueden destacarse el Seminario Nacional: Sobre Administración de Justicia «Hacia la Justicia con calidad, Ética y Valores en el Perú», organizado por la Universidad Inca Garcilaso de la Vega, en la que participó con la ponencia «Ética, Derecho y Magistratura», y asimismo en el Primer Congreso de la Corte Suprema de Justicia - Presente y Futuro del Recurso de Casación - En el Derecho colombiano y comparado, organizado por la Corte Suprema de Justicia de Colombia, con la ponencia «El Recurso de Casación en el Perú». 
Ha publicado variados artículos sobre la realidad judicial, temas de Derecho Civil, Comercial y de Deontología profesional, en múltiples medios editoriales. Ha recibido diversas distinciones, como la otorgada por el Colegio de Abogados de La Libertad, al ser declarado miembro honorario, y del mismo modo, fue distinguido por instituciones como el Gobierno Regional de La Libertad, la Municipalidad Provincial de Trujillo, la Municipalidad Provincial de Moyobamba así como la de Cusco y la Universidad Nacional de Trujillo. En este sentido, es de destacar que bajo su gestión en la Oficina de Control de la Magistratura, dicha institución ha sido reconocida con el «Trofeo Institucional Sembrando Valores», otorgado por la ONG Sembrando Valores. Este premio se otorga a las instituciones cuya misión es la de ser portadores de una cultura de paz y solidaridad. 
Ha integrado importantes comisiones sobre reforma judicial, que han sido promovidas por el propio Poder Judicial. Asimismo, ha sido miembro del Comité encargado de elaborar el Proyecto del Código Modelo Iberoamericano de Ética Judicial, que fuera desarrollado dentro de la Cumbre Judicial Iberoamericana y que a la fecha se encuentra ya aprobado. Es de destacar que este Comité estaba integrado por otras personalidades, como el profesor y filósofo Manuel Atienza (España); el doctor Rodolfo L. Vigo (Argentina), entre otros. Él se define como labriego del Derecho.
Estuvo en procesos por irregularidades en su gestión como Presidente de la Corte Suprema del Perú junto a Jorge Solís, siendo investigados por el viaje a París de la Universidad Alas Peruanas. Él formuló su descargo por escrito refiriendo que su aceptación de participar en la ceremonia en honor a César Vallejo no constituyó una conducta excepcional o que se encuentre fuera de su normal trayectoria.
Vocal titular de la Corte Suprema desde 2001, fue jefe de la Oficina de Control de la Magistratura, hasta que el 11 de diciembre de 2006, fue elegido por 8 votos a favor y 4 en contra, como presidente de la Corte Suprema de Justicia y del Poder Judicial para el periodo 2007-2008, sucediendo en dicho cargo a Walter Vásquez Vejarano. Años después, fue elegido presidente del Jurado Nacional de Elecciones para el periodo 2012-2016.
El 20 de julio de 2018, a raíz de la renuncia del presidente de la Corte Suprema Duberlí Rodríguez como consecuencia del escándalo de CNM Audios, Távara, en su calidad de vocal supremo decano, asumió interinamente la presidencia de dicha institución.
Cesó como magistrado del Poder Judicial el 18 de mayo de 2021, al cumplir 70 años.